# USS LST-226
O USS LST-226 foi um navio de guerra norte-americano da classe LST que operou durante a Segunda Guerra Mundial.